# میدان دربند

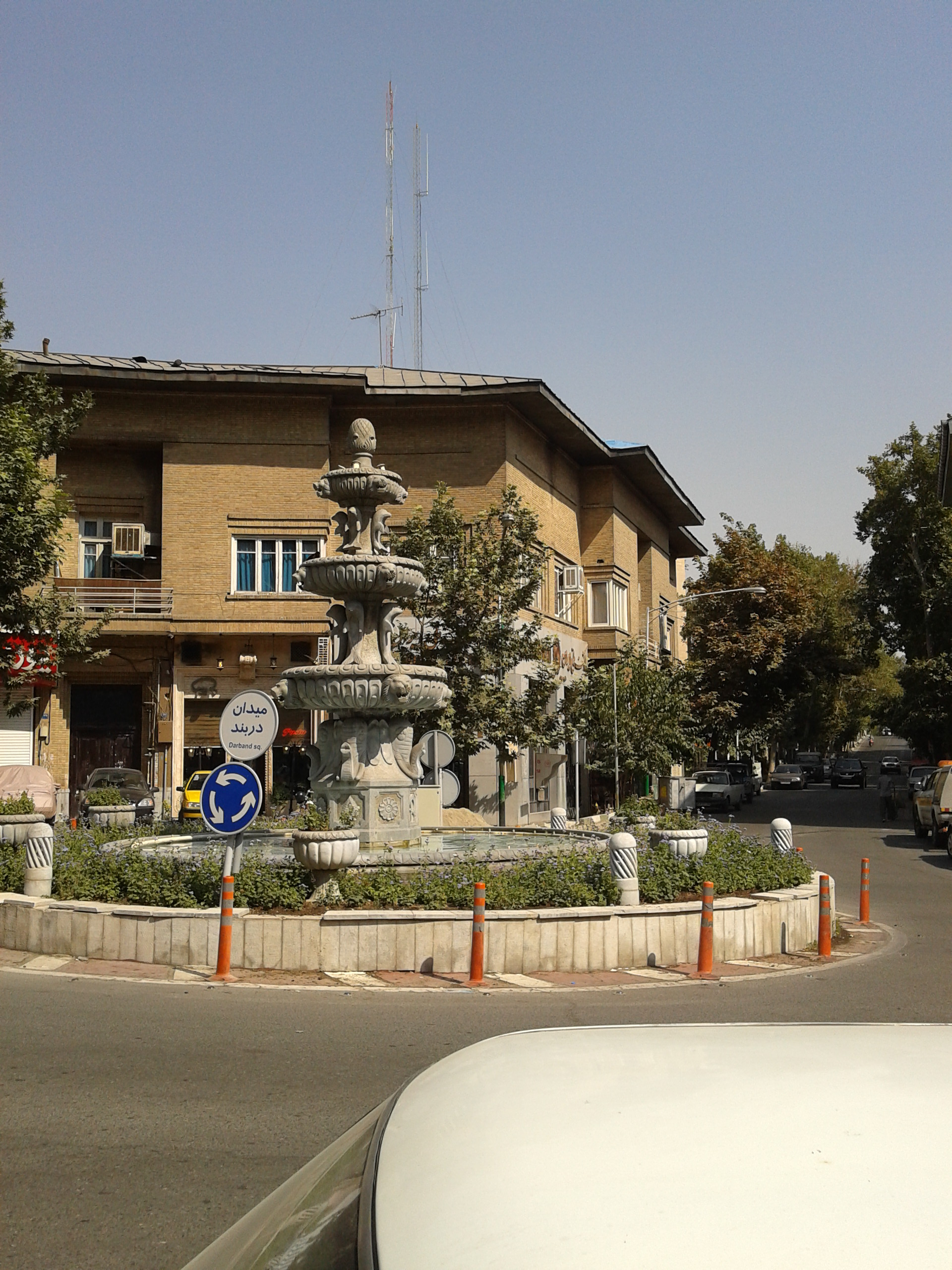
میدان دربند

میدان دربند از میادین شمال تهران است. این میدان در خیابان دربند و در منطقه دربند واقع شده است. میدان دربند از شمال به منطقه دربند از شرق به محله باغ شاطر و از جنوب به کاخ موزه سعد آباد راه دارد. درب شمالی کاخ موزه سعد آباد رو به این میدان باز می‌گردد.